# Lödige industries
Lödige Industries is een Duits leverancier van logistiek- en liftsystemen. 
Het familiebedrijf werd in 1948 in Paderborn opgericht door Alois Lödige, en is ondertussen aanwezig in Europa, Azië, Amerika en het Midden-Oosten. Het hoofdkantoor is sinds 1963 gevestigd in Warburg/Scherfede in Noordrijn-Westfalen, Duitsland.

## Geschiedenis
In 1938, tien jaar voor de oprichting van de “ir. A. Lödige Machinefabriek" hadden de twee broers Lödige al een octrooi aangevraagd voor hun autoheffer. 
In 1948 richtte Alois Lödige uiteindelijk de machinefabriek "ir A. Lödige Machinefabriek" in Paderborn op. Een jaar later wordt het eerste product, genaamd de "Hubfix", gepresenteerd op de eerste industriële beurs van de naoorlogse periode in Frankfurt. Het bedrijf had al snel succes met zijn eerste producten, werktuigen die de naoorlogse wederopbouw gingen vergemakkelijken. In 1961 wordt het bedrijf omgedoopt tot een vennootschap met beperkte aansprakelijkheid (GmbH). 
In 1965 zijn nieuwe en meer uitgebreide productie vestigingen noodzakelijk. Deze worden gevonden in Warburg/Scherfede Duitsland en Roemenië.
In de jaren zestig vond uitbreiding plaats naar nieuwe markten en zakelijke gebieden. In 1966 werd Lödige Benelux opgericht, met een focus op heftafels  en goederenliften. De eerste door Lödige Industries gebouwde luchtvrachtterminal werd in 1975 op Schiphol in gebruik genomen. In 1979 trad Dr. Rudolf Lödige, neef van de oprichter, toe tot het bedrijf en nam in 1980 de leiding over.
In de jaren tachtig en negentig bouwde Lödige Industries zijn succes in de luchtvrachtindustrie verder uit met projecten in Duitsland, de VS, Groot-Brittannië en Azië.  In 1992 en 1995 werden de eerste automatische parkeersystemen geïnstalleerd in Amsterdam, Nederland en Duderstadt, Duitsland.
Tussen 2005 en 2018 werden vele grote projecten voltooid, zoals de Asia Airfreight Terminal en de Air Cargo Terminal in Helsiniki. Daarnaast werden autoliften toegevoegd aan het portfolio van hefmiddelen. Lödige Industries draagt bij aan de ruimtelijke ordening binnen door middel van zijn geautomatiseerde parkeersystemen, zoals Europa's grootste geautomatiseerde ondergrondse parkeergarage in Aarhus, Denemarken. Lödige is sinds 1966 ook in Nederland gevestigd en verandert ook daar het stedelijke stadsleven, bijvoorbeeld door de aanleg van een automatische ondergrondse parkeergarage met 270 parkeerplaatsen in het centrum van Amsterdam. In ruim  70 jaar tijd heeft het bedrijf in totaal aan meer dan 50.000 projecten bijgedragen en of zelf voltooid.
Om te groeien nam Lodige meerdere bedrijven over. In 2020 Mecfab Enterprises, een Australische dienstverlener voor luchthaven logistieke oplossingen, en B&B Aufzugsbau, een dienstverlener voor liftoplossingen in Duitsland.

## Bedrijfsstructuur
Lodige Industries  is een middelgroot familiebedrijf dat wereldwijd meer dan 1.000 mensen in dienst met een jaaromzet van 146 miljoen dollar.
De medewerkers zijn verspreid over 25 vestigingen met een  hoofdkantoor in Warburg/Scherfede. Naast dit hoofdkantoor heeft Lödige nog 5 andere vestigingen in Duitsland. De overige vestigingen van Lodige Industries bevinden zich in: Australië, China, Denemarken, Griekenland, Verenigd Koninkrijk, Qatar, Maleisië, Nederland, Oman, Polen, Roemenië, Saoedi-Arabië, Singapore, Turkije, Verenigde Staten, Verenigde Arabische Emiraten , Zwitserland.
Wereldwijd is het bedrijf in 40 landen vertegenwoordigd.  

## Algemeen
Lödige Industries is voorstander van een duurzame industrie. Lodige Duitsland draagt belangrijk hier aan  bij door zelf voorzienend te zijn ten aanzien van energie gebruik, door middel van zonnepanelen en een eigen waterkrachtcentrale aan de Diemel in Scherfede. Een centrale die vanaf begin jaren 60 energie levert aan fabriek en algemeen net.
"We make movement - Technology in Motion" is het motto van het bedrijf, dat zich ten doel heeft gesteld continu te innoveren op gebieden van horizontaal en verticaal transport en logistieke afhandelingen.
Het boek "Focus on Architecture", gepubliceerd in 2021, presenteert opmerkelijke architectuurprojecten met door Lödige Industries geïnstalleerde technologie.